# Canthon daguerrei
Canthon daguerrei е вид бръмбар от семейство Листороги бръмбари (Scarabaeidae). Видът не е застрашен от изчезване.

## Разпространение
Разпространен е в Аржентина (Кориентес) и Бразилия (Мато Гросо и Мато Гросо до Сул).